# Rzeź gdańska
Rzeź gdańska – eksterminacja zbrojnej załogi polskiej i części cywilów Gdańska przez Krzyżaków 13 listopada 1308 roku.

## Roszczenia Zakonu do Gdańska
Pierwsza faza ekspansji Państwa Zakonu Krzyżackiego na zachód zaczęła się po pokoju pomorsko-krzyżackim z 1253 roku, kiedy Zakon uzyskał szereg zapisów, nadających mu pewne terytoria pomorskie. Począwszy od ugody milickiej z 1282 roku, Zakon uzyskał w ten sposób ziemię gniewską, pierwsze zwarte terytorium na lewym brzegu Wisły. Chęć zajęcia Pomorza bardzo wyraźnie ujawniła się w dokumencie mistrza krajowego Helwiga von Goldbach z 1301 roku, wystawionego podczas chwilowej okupacji Gdańska po wygnaniu Rugian, w którym przyrzekał mieszkańcom grodu i miasta zachowanie dotychczasowych przywilejów. Heinrich von Plotzke stwierdził nieco później wobec namiestnika Łokietka na Pomorzu, księcia kujawskiego Kazimierza (bratanka Władysława Łokietka), że najchętniej sam posiadłby Pomorze. 

## Sprowadzenie Krzyżaków do Gdańska

### Pierwsza odsiecz krzyżacka
W 1301 r. książę Rugii Wisław II napadł na Gdańsk, będący pod panowaniem ówczesnego króla Polski Wacława II. Nie będąc w stanie samodzielnie odeprzeć najazdu, Wacław zwrócił się o pomoc do Krzyżaków, którzy bezzwłocznie przybyli na miejsce, a po pokonaniu Rugijczyków oddalili się bez zgłaszania jakichkolwiek roszczeń. 

### Najazd brandenburski i zajęcie Gdańska

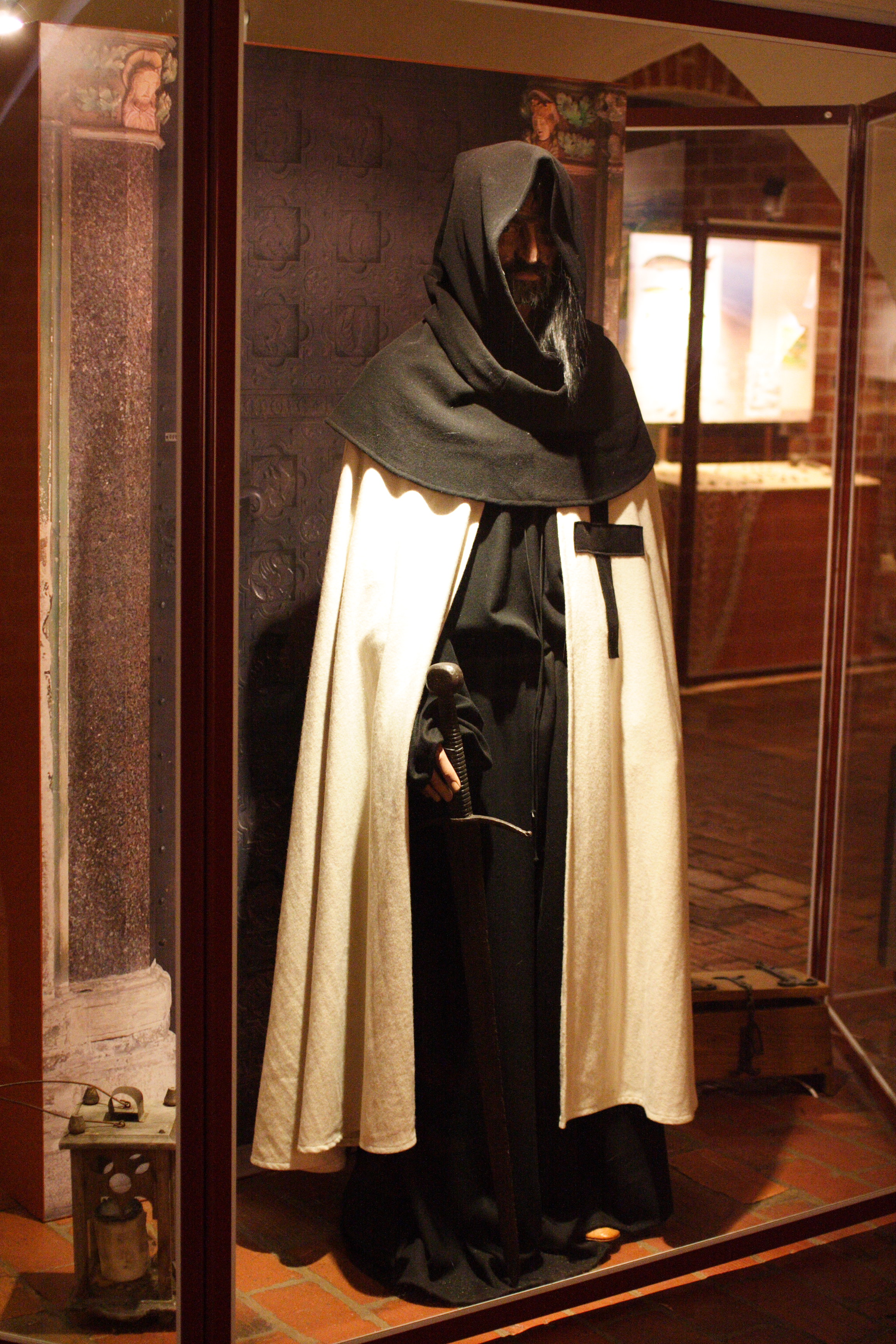
Rycerz zakonny (rekonstrukcja z zamku malborskiego)

Dość niestabilna sytuacja polityczna Pomorza Gdańskiego zachęciła margrabiego brandenburskiego Ottona IV, który na przełomie sierpnia i września 1308 r. zajął Gdańsk. Gdańszczanie dobrowolnie oddali miasto w ręce Brandenburczyków, niezadowoleni z niekorzystnej dla nich polityki panującego wówczas Władysława Łokietka, który faworyzował kupców z Lubeki, pozwalając im zbudować w mieście wyjęty spod jurysdykcji miejskiej kantor. Dodatkowo mieszczan zachęcał do zdrady ród Święców, nie otrzymawszy od władcy Polski obiecanego zwrotu kosztów poniesionych podczas obrony Gdańska przed Rugijczykami, i po odsunięciu od namiestnictwa Pomorza wskutek ich proczeskiego nastawienia. Koszty te zgodził się pokryć margrabia brandenburski, co było istotne z uwagi na to, że Święcowie dla odparcia wojska Wisława II zaciągnęli pożyczkę u biskupa włocławskiego i zalegali z jej spłatą.
Sędzia Bogusza, jako ówczesny namiestnik królewski, dysponował zbyt małymi siłami do odparcia najazdu brandenburskiego, wobec czego zwrócił się o pomoc do przebywającego w Sandomierzu Łokietka. Władysław nie mógł jej udzielić, będąc wówczas zajęty niespokojną sytuacją w Małopolsce spowodowaną buntem biskupa Jana Muskaty. Za jego zgodą, Bogusza zwrócił się z prośbą o wsparcie do Krzyżaków. Krajowy mistrz pruski Heinrich von Plotzke zgodził się go udzielić, wysyłając oddział pod dowództwem Guntera von Schwarzburga. Przed wejściem oddziałów krzyżackich do Gdańska Brandenburczycy bez walki wycofali się, zatrzymując jedynie ziemie słupską i sławieńską.
Według umowy z Boguszą, Krzyżacy na dwa lata mieli otrzymać do dyspozycji połowę grodu gdańskiego, lecz wobec dobrowolnego ustąpienia Brandenburczyków ich obecność w Gdańsku stała się zbędna. Mimo to pozostali na grodzie i zajęli go w całości, usuwając polską załogę do miasta. Po zajęciu Gdańska, Krzyżacy dokonali w nim rzezi swych przeciwników. Potwierdzają to zarówno archeologiczne ślady zniszczeń, jak i relacje przedstawicieli duchowieństwa. Ofiarą masakry padli przede wszystkim rycerze polscy, wśród których znaleźli się także członkowie dotychczasowej załogi grodu wraz z rodzinami oraz część mieszczan. Pozostałych mieszczan miasta lokacyjnego wypędzono, a samo miasto spalono.

## Rzeź Gdańska w historiografii okresu PRL
W czasach PRL-u popularna stała się teza, że mieszczanie w okresie rzezi gdańskiej wykazywali postawy propolskie. Miasto było oblegane przez wojska polskie i krzyżackie, działające w porozumieniu. Dopiero po zerwaniu sojuszu polsko-krzyżackiego (wskutek niewywiązania się z jego postanowień przez stronę polską) i zaniechaniu przez Polaków oblężenia nastąpiło wtargnięcie Krzyżaków i rzeź mieszczan. Przypisanie gdańskim mieszczanom polonofilskich zachowań, co jakoby miało być powodem ich śmierci, było prawdopodobnie tezą, odpowiadającą tendencjom panującym podówczas wśród historyków publikujących w czasopismach Polski Ludowej.

## Liczba ofiar
Dwa ówczesne źródła historyczne podają skrajnie różne dane, co do liczby ofiar. Przed sądami papieskimi strona polska mówiła o 10 tysiącach wymordowanych (podobnie w bulli papieskiej z 1310 r.), natomiast Krzyżacy utrzymywali, że zgładzili jedynie 16 zbójców wydanych im przez mieszczan, a spalenie miasta miało być dziełem samych mieszkańców. Niektórzy współcześni historycy sądzą, że w rzezi zginęło kilka tysięcy gdańszczan, choć ustalenie nawet przybliżonej liczby ofiar nie jest dziś możliwe. Można przyjąć, że zginęło nie mniej niż kilkadziesiąt i nie więcej niż kilkaset osób, co jest liczbą bardzo wysoką, jeśli uwzględnić, że Gdańsk miał wówczas kilka tysięcy mieszkańców.

## Literatura
- Błażej Śliwiński: Rzeź i zniszczenie Gdańska przez Krzyżaków w 1308 roku. Gdańsk: Marpress, 2006

### Dawniejsze źródła
- Kronika Oliwska Starsza
- Paul Simson: Geschichte der Stadt Danzig. Bd. 1: Von den Anfängen bis 1517. Danzig: Kafemann, 1913